# David Perry
David Perry (Rambouillet, França, 26 de janeiro de 1970) é um ator e diretor de filmes pornográficos.
Atuou em mais de 600 títulos, sempre fazendo papéis heterossexuais, e também dirigiu cerca de 40 títulos.
Começou no mercado pornográfico em 1993, no filme "Private Magazine # 7" aos 23 anos de idade. Trabalhou com diretores como John Leslie, John Stagliano, Pierre Woodman, Rocco Siffredi, entre outros, e também em produtoras famosas, Evil Angel, Elegant Angel, Private, mas foi na produtora americana "Zero Tolerance" que destacou-se como diretor e, além de dirigir, também atuava na maioria das cenas, sempre fazendo cenas de sexo anal hard, além da maioria das cenas ser sempre ménage à trois.